# 金印勅書

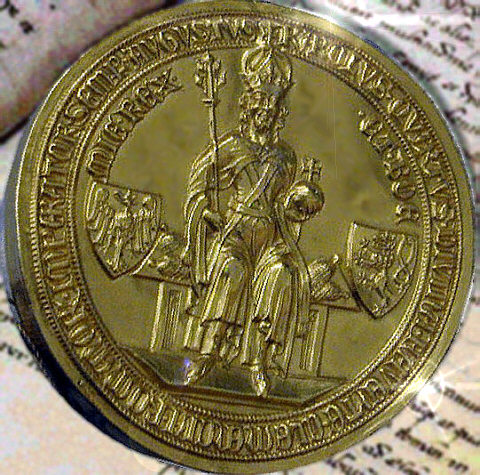
1356年の金印勅書の金の印章

金印勅書（きんいんちょくしょ、ラテン語：bulla aurea）は、皇帝の命令が記され、黄金製の印章が付された公文書である。黄金文書（おうごんもんじょ）とも称する。中世からルネサンス期の中・西ヨーロッパや中世ビザンツ帝国において発布された。

## カール4世の金印勅書
最も有名なものは、神聖ローマ帝国における1356年の金印勅書である。ニュルンベルクで開催された帝国議会において、神聖ローマ皇帝カール4世によって発布された。この金印勅書は、その後約400年にわたって神聖ローマ帝国の基本的な体制を規定した。主な内容として、「ローマ人の王」（通常、ローマ教皇によって戴冠されて神聖ローマ皇帝となる）を選定する7人の選帝侯を規定している。大空位時代を解決するためだけの産物ではなく、レーエン（封建制）も併せて規定された。

### 主な規定
- 選帝侯はマインツ大司教、トリーア大司教、ケルン大司教の3聖職諸侯、ライン宮中伯（プファルツ選帝侯）、ザクセン公、ブランデンブルク辺境伯、ボヘミア王の4世俗諸侯の計7侯に定める。
- 選挙はフランクフルト市で行い、戴冠式はアーヘン市で行う。
- 選挙結果は単純過半数にて決定される。選挙結果に従わない選帝侯は選帝侯位そのものを失う。
- 選挙結果は教皇の承認を必要としない。
- 選帝侯は諸侯の最上位を占め、領内における完全な裁判権、鉱山採掘権、関税徴収権、貨幣鋳造権、ユダヤ人保護権を有する。これらは先に述べたレーエンの最たる部分である。
- 選帝侯領は分割を禁止し、長子単独相続とする。
- 選帝侯は、「呼び出されることなき権と召喚せられることなき権」を有する。選帝侯への反乱は大逆罪として処罰される。
- 皇帝が空位の場合には、プファルツ選帝侯がシュヴァーベン地方とフランケン法の及ぶ地域を統治する。
- 諸侯間の同盟は禁止する。
- 私闘は禁止する。
- 選帝侯をはじめとする諸侯の領邦主権の法的確定をする。

### 歴史的意義
叙任権闘争以降のドイツにあっては封建化が著しく進展し、それぞれの諸侯や都市の自立傾向が強まって、皇帝権の衰退が著しかった。このことはまた、世襲王政にかわって、諸侯による選挙王政原理の台頭をみた。赤髭王（バルバロッサ）フリードリヒ1世（在位:1152年 - 1190年）やフリードリヒ2世（シチリア王フェデリーコ1世、在位:1215年 - 1250年）ら歴代皇帝による帝国再興の夢は実現しなかったが、カール4世の登場にいたってようやく、地域的なラントフリーデ（領邦平和令）の協約を帝国再建の基礎に据える政策が進められ、1356年発布の金印勅書として結実した。金印勅書はこれ以後、神聖ローマ帝国の最高法規に位置づけられ、七選帝侯の門地や権利、選挙のあり方などが規定されて二重選挙の可能性は消滅したものの、選帝侯には、重要なレガリアと裁判権における不移管および不上訴の特権が付与され、主権国家のような強い権限が認められたため、ドイツは19世紀にいたるまで、領邦国家の集合としての状況が固定化された。

## ビザンツ帝国における金印勅書
ビザンツ帝国（東ローマ帝国）の金印勅書は、9世紀末から10世紀末にかけての皇帝レオーン6世時代に制定された「クリュソブーロス・ロゴス」という勅令の様式である。
この勅令は、皇帝が貴族や修道院へ免税などの特権を下賜する際に発布されたもので、皇帝が法律を発布する際に使用された正式な勅書「エーディクトン」という書式に近似しており、
父と子と聖霊の御名において　ニケフォロス・ボタネイアテス、キリストに忠実なる皇帝にしてローマ人の支配者…
といった呼びかけと発布した皇帝の称号にはじまる荘重な前文から始まっていた。
11世紀にアレクシオス1世コムネノスがヴェネツィア共和国に与えたものは、当時の国際関係に大きく影響した。
ビザンツ帝国は、勅令のほか徴税のための土地台帳などの行政文書を多数作成していたが、戦乱などでほとんど失われてしまった。現在ビザンツ帝国の勅書で残っているのは、特権を下賜された修道院などが保存していた、このような金印勅書のみである。

## ハンガリー王国における金印勅書
ハンガリー王国では、ハンガリー王アンドラーシュ2世が貴族たちの要求で金印勅書（アラニュ・ブラ）を発布した。金印勅書によって廷臣と大貴族の権利が拡張され、教会の利益が制限された。この金印勅書は、しばしばイングランド王国で制定されたマグナ・カルタのハンガリー版と例えられるが、歴代ハンガリー王はこの勅書を遵守することはなかった。

### 神聖ローマ帝国関連
- 佐藤彰一・池上俊一『世界の歴史10 西ヨーロッパ世界の形成』中央公論社、1997年5月。ISBN 4-12-403410-5
- ピーター H. ウィルスン『ヨーロッパ史入門 神聖ローマ帝国 1495-1806』（山本文彦訳）岩波書店、2005年2月。ISBN 4-00-027097-4

### ビザンツ帝国関連
- 井上浩一『ビザンツ帝国』岩波書店<世界歴史叢書>、1982年3月。ISBN 4-00-004555-5